# Rita Ináncsi
Rita Ináncsi (Budapest, Hungría, 6 de enero de 1971) es una atleta húngara, especializada en la prueba de heptalón en la que llegó a ser medallista de bronce mundial en 1995.

## Carrera deportiva
En el Mundial de Gotemburgo 1995 ganó la medalla de bronce en la competición de heptalón, con 6522 puntos, quedando situada en el podio tras la siria Ghada Shouaa y la rusa Svetlana Moskalets.